# Розкатні кільця

Розкатні кільця

Розкатні кільця — формова продукція металопрокату, для виробництва якої застосовуються різні метали.
Розкатні кільця можуть випускатися з алюмінієвих сплавів без термічної обробки, з нетермозміцнених і термозміцнених алюмінієвих сплавів.
Крім алюмінію для виробництва розкатних кілець застосовуються титанові, нікілеві сплави, жароміцні і конструкційні сталі.
Основними параметрами розкатних кілець є діаметр зовнішній, діаметр внутрішній, висота і маса поковки. Сучасною промисловістю випускаються кільця в діаметрі до 4500 мм, висотою до 600 мм і вагою до 3000 кг.
Технологія передбачає випуск кілець, як з попередньою механічною обробкою (обточуванням), так і без обробки; існують можливості виробництва профільованих розкатних кілець.
Розкатні кільця знаходять широке застосування в авіадвигунобудування, суднобудуванні, ракетобудування, машинобудуванні, в підшипникової промисловості та інших галузях промисловості.
Нормативно вироблена продукція повинна відповідати ОСТ 1-90084-80, ОСТ 1-90396-81.